# Actinodendron plumosum
Actinodendron plumosum är en havsanemonart som beskrevs av Alfred Cort Haddon 1898. Actinodendron plumosum ingår i släktet Actinodendron och familjen Actinodendronidae. Inga underarter finns listade i Catalogue of Life.